# روغن‌ماهیان
روغن‌ماهیان(نام علمی: Gadidae) نام یک تیره از راسته روغن‌ماهی‌سانان است.
روغن‌ماهیان بیشتر در دریا زندگی می‌کنند و گونه‌های این خانواده در دامنه‌های دمایی متنوعی یافت می‌شوند. این خانواده دارای گونه‌های مهاجر می‌باشد. اغلب گونه‌ها در ناحیه بستری و دریابُن به‌سر می‌برند، و از مهره‌داران و ماهیان دیگر تغذیه می‌کنند.
برخی ماهی‌های تجاری مهم ازجمله کاد، روغن‌ماهی کوچک، سفیدگون و زغال‌ماهی در این خانواده جای می‌گیرند.

## ویژگی‌ها
طول بدن در بعضی گونه‌های روغن‌ماهی به دو متر می‌رسد. روغن‌ماهیان داری سه باله پشتی، اولی بلافاصله پشت سر، و دو باله مخرجی هستند. باله‌های شکمی آن‌ها جلوتر از باله‌های سینه‌ای قرار دارند. باله‌های آن‌ها بدون خار است. اغلب دارای سبیلک هستند و تخم‌های آن‌ها بدون کیسه زرده است.
روغن‌ماهیان فاقد ارتباط بین کیسه شنا و کپسول شنوایی هستند. آن‌ها بر روی استخوان تیغه‌ای خود دندان دارند. اعصاب بویایی روغن‌ماهی‌ها خیلی کوتاه است.